# M84 (granata)
L'M84, noto anche come una flashbang o granata stordente, è una granata stordente attualmente utilizzata in ambito militare dall'esercito degli Stati Uniti dalla SWAT e della Polizia Militare.

## Descrizione

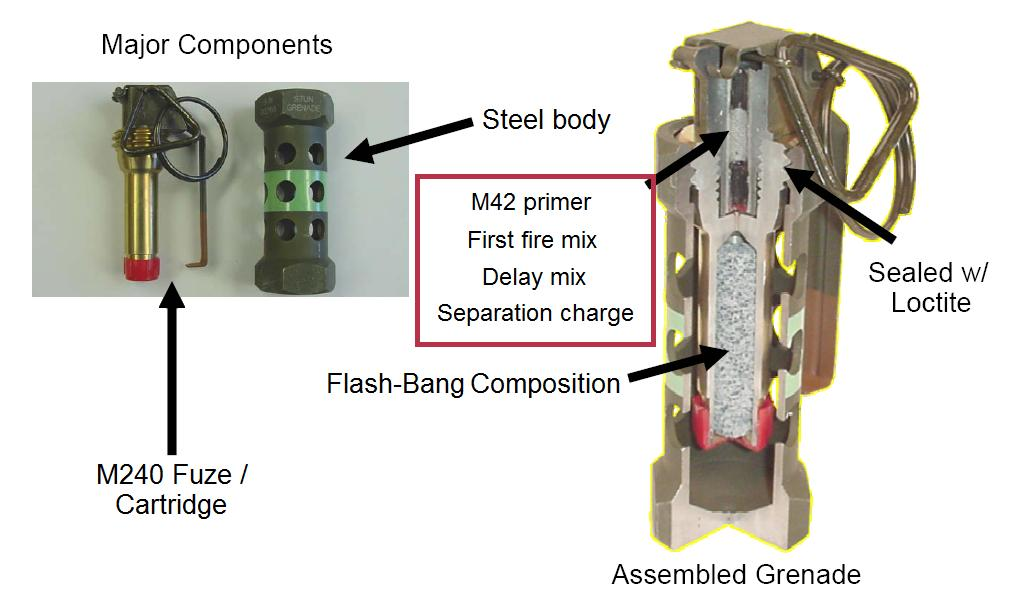

La granata M84 è costituita da un corpo in acciaio con estremità a sezione esagonale e parte centrale cilindrica dotata di 12 fori; generalmente colorata in verde oliva.
Provvista di un meccanismo di innesco a leva con due spine di sicurezza, una di forma triangolare e una di forma circolare la granata, monouso, è provvista di una leva di sicurezza solitamente colorata in marrone.
Una volta rimosse le sicurezze il tempo di innesco va da 1 a 2,3 secondi e la carica pirotecnica è in grado di generare un suono dell'ordine dei 170-180 decibel e un lampo accecante di più di un milione di candele entro cinque piedi dall'iniziazione, sufficiente a causare un'immediata cecità istantanea, sordità, tinnito e disturbo dell'orecchio interno.
Le persone esposte a tale esplosione sperimentano disorientamento, confusione e perdita di coordinazione ed equilibrio. Questi effetti destinati a essere temporanei per disorientare il nemico senza ferimenti, possono però rischiare di causare lesioni permanenti. Di conseguenza, l'M84 è classificato come un'arma meno letale.